# Peter Gilchrist
Peter Edward Gilchrist (* 11. Februar 1968 in Middlesbrough) ist ein englisch-singapurischer English-Billiards-Spieler. Er gewann fünfmal die professionelle English-Billiards-Weltmeisterschaft und dreimal die auf Amateurebene stattfindende IBSF World Billiards Championship. Der Gewinner zahlreicher Medaillen bei Multisportveranstaltungen wie den Südostasienspielen gilt als einer der besten English-Billiards-Spieler der Moderne. Daneben spielt er auch Snooker.

## Karriere
Geboren in Middlesbrough, hatte Gilchrist dort auch die ersten 35 Jahre seines Lebens seinen Lebensmittelpunkt. Gilchrists Vater arbeitete als Feuerwehrmann und der junge Peter erlernte auf einem Snookertisch im Freizeitraum der Feuerwehrwache seines Vaters das English Billiards kennen. Alsbald trat er der Teesside Boys Billiards League bei, wo er seine Fertigkeiten weiterentwickeln konnte und sich sein Talent herauskristallisierte. Laut eigener Angabe gelang ihm bereits mit 16 Jahren erstmals ein Break mit über 100 Punkten. Mitte der 1980er-Jahre gehörte er zu England besten Juniorenspielern und gewann 1983 die U16-Version der English Amateur Billiards Championship, mit zwei Finalteilnahmen in der U19-Variante nur wenig später. 1988 wurde er schließlich auch britischer Meister der Herren. In dieser Zeit waren Norman Dagley und Mark Wildman seinen Mentoren. Nur kurz nach seinem Meisterschaftsgewinn wurde Gilchrist 1988 Profispieler.
Als professioneller English-Billiards-Spieler stieg er alsbald in die Weltspitze auf. Regelmäßig erreichte er das Endspiel professioneller Turniere und gewann auch einige, darunter im Jahr 2000 die World Matchplay Billiards Championship. Fünfmal erreichte er bis Anfang der 2000er-Jahre auch das Finale der professionellen English-Billiards-Weltmeisterschaft, wobei er zweimal Weltmeister wurde. Nichtsdestotrotz musste er sich auf der Weltrangliste im Duell um Platz 1 insbesondere Mike Russell geschlagen geben, lange Zeit auch noch Geet Sethi. Immerhin wurde er 2001 als „Spieler des Jahres“ im English Billiards ausgezeichnet. Nur wenige Monate später erhielt er auch noch eine Auszeichnung für den besten Erwachsenen-Sportler im Rahmen der „Teesside Sports Awards“. Für eine kleine Kontroverse sorgten Vorwürfe von Clive Everton und Roxton Chapman gegen Gilchrist und Mike Russell, nach denen sie beim Lindrum Masters 1999 sich vor ihrer Partie im Rahmen eines angeblichen Wettbetrugs abgesprochen haben sollen. Der Weltverband leitete unabhängige Untersuchen ein, in deren Folge die Vorwürfe Anfang im Dezember 2001 fallen gelassen wurden. Bereits seit 1997 betätigte sich Gilchrist in ebenjenem Weltverband als Funktionär im Vorstand der World Billiards Association, einer Unterorganisation des Weltverbandes. Nachdem er 1997 Vize-Vorsitzender der WBA geworden war, wurde er 1998 als Nachfolger von Clive Everton Vorsitzender. Im Dezember 2001 wurde er wiedergewählt, Mitte 2002 trat er zurück. Im Zuge dieser Tätigkeit saß Gilchrist einige Zeit auch im English-Billiards-Komitee der International Billiards & Snooker Federation.
Derweil begann er auch, den Snookersport professionell auszuüben. Hatten entsprechende Bemühungen 1988 noch nicht zum Erfolg geführt, so wurde Gilchrist mit der Öffnung der Profitour 1991 Profispieler. Seine Ergebnisse waren aber recht schlecht. Ab 1994 nahm er an immer weniger professionellen Turnieren teil, wenngleich seine Ergebnisse dadurch keinesfalls besser wurden. Zu Höchstzeiten immerhin auf Platz 248 der Snookerweltrangliste geführt, belegte er 1997 nur noch Rang 443. Danach spielte er noch einige Zeit in einem begrenzten Umfang und mit wenig Erfolg auf der halbprofessionellen UK Tour/Challenge Tour. Zeitweise wurde er auch wieder auf der professionellen Weltrangliste geführt. 2001 wurde er endgültig wieder Amateur. Als solcher nahm er noch an der Vor-Qualifikation für die Snookerweltmeisterschaft 2002, danach verabschiedete er sich vom professionellen Snooker. Zwischenzeitlich hatte Gilchrist als Billardtrainer in Thailand gearbeitet, wo er unter anderem Rom Surin trainiert hatte. 2002 wurde Gilchrist als neuer Nationaltrainer Katars im Snooker und im English Billiards vorgestellt. Dafür ließ er sich für ein Jahr vom professionellen English Billiards beurlauben. Auch sein Rücktritt als WBA-Vorsitzender war eine Folge dieser Anstellung, die er im August 2002 antrat.
Bereits Ende 2002 zog Gilchrist nach Singapur, nachdem er von der dortigen Regierung über den Foreign Sports Talent Scheme angeworben war. 2006 erhielt er die singapurische Staatsbürgerschaft und tritt seitdem bei Turnieren nicht mehr für England, sondern für Singapur an. Gleichzeitig verlor er die britische Staatsbürgerschaft. Finanziell lebte Gilchrist in dieser Zeit von seiner Anstellung als Singapurs Nationaltrainer im English Billiards und Snooker. 2013 gab er diesen Job auf, als es ihm ein staatliches Stipendium wieder ermöglichte, sich mehr aufs English Billiards zu konzentrieren. Nach einigen Jahren der Abstinenz wurde Gilchrist anschließend wieder fester Bestandteil der Weltspitze im English Billiards. Bei acht weiteren Finalteilnahmen wurde er drei weitere Male professioneller English-Billiards-Weltmeister. Zusätzlich konnte er bei sechs Finalteilnahmen dreimal die IBSF World Billiards Championship gewinnen, die Amateurweltmeisterschaft im English Billiards. Daneben siegte er auch bei zahlreichen anderen professionellen Turnieren. Gilchrist dominierte den Sport so sehr, dass er zeitweise auf Platz 1 der Weltrangliste geführt wurde. In dieser Zeit arbeitete er unter anderem mit dem australischen Trainer Stuart Green zusammen.
Als ein Sportler Singapurs hatte Gilchrist zudem nun die Möglichkeit, an  zahlreichen asiatischen Multisportveranstaltungen teilzunehmen. Bei diesen Anlässen gewann er mehrere Medaillen, insbesondere bei den Südostasienspielen. Erfolge feierte er unter anderem im Doppel mit Chan Keng Kwang, einem Poolbillardspieler, den Gilchrist in dessen ersten Schritten im English Billiards begleitete. 2014 und 2020 wurde Gilchrist für seine Erfolge im English Billiards zu Singapurs Sportler des Jahres ernannt. Daneben wurde er auch einer der besten Snookerspieler des Stadtstaates und gewann mindestens dreimal die singapurische Snooker-Meisterschaft. Ferner vertrat er Singapur auch bei einigen internationalen Snookerturnieren auf Amateurebene, eine Hauptrundenteilnahme bei der Amateurweltmeisterschaft 2012 war dabei sein größter Erfolg.
Gilchrist ist Vater einer Tochter.

## Spielweise
Gilchrists Spielweise wird als „elegant“ und „unterhaltsam“ beschrieben. Er sei einer der wenigen Unterhalter im English Billiards der 2010er-Jahre. Gilchrist selbst sagte in einem Interview im März 2016, dass es mittlerweile für ihn am wichtigsten sei, das Spiel zu genießen.
Bei den New Zealand Open 2007 spielte er mit einer Aufnahme 1346 Punkte, ein neuer Weltrekord. Als erstem Spieler gelang ihm bei den Irish Open mit einem Break von exakt 1000 Punkten ein zweites 1000er-Break. Zudem hält er auch den Weltrekord für das höchste Break im 150-Up-Format, bei dem ein Spiel nur bis zum Erreichen der 150-Punkte-Marke gespielt wird (eine Partie besteht dann aus mehreren Spielen): im Verlauf der IBSF World Billiards Championship 2014 erzielte er in einer Aufnahme 157 Punkte, als er beim Stand von 149 Punkte mit einem Stoß acht Punkte erzielte. In einem Snooker-Trainingsspiel gelang Gilchrist zudem ein Maximum Break (147 Punkte). In großen Turnieren gelangen ihm zwar einige Century Breaks, über ein 133er bei der Amateurweltmeisterschaft 2012 kam er aber nicht hinaus.

## Erfolge
Gilchrist feierte in seiner Karriere zahlreiche Erfolge. Ein Auflistung aller bekannten Finalteilnahmen findet sich auf dieser Seite. Wegen der recht lückenhaften Quellenlage im English Billiards kann diese Auflistung keinen Anspruch auf Vollständigkeit stellen. Die folgenden zwei Tabellen zeigen Gilchrists Finalteilnahmen bei der professionellen English-Billiards-Weltmeisterschaft und der IBSF World Billiards Championship bzw. bieten einen Überblick über Gilchrists Medaillengewinne bei Multisportveranstaltungen.
| Ausgang | Jahr | Turnier                                       | Finalgegner            | Ergebnis  |
| ------- | ---- | --------------------------------------------- | ---------------------- | --------- |
| Zweiter | 1989 | English-Billiards-Weltmeisterschaft           | Mike Russell           | 1347:2242 |
| Sieger  | 1994 | English-Billiards-Weltmeisterschaft           | Mike Russell           | 1539:645  |
| Zweiter | 1999 | English-Billiards-Weltmeisterschaft           | Mike Russell           | 832:2000  |
| Sieger  | 2001 | English-Billiards-Weltmeisterschaft           | Mike Russell           | 1539:645  |
| Zweiter | 2002 | English-Billiards-Weltmeisterschaft           | Mike Russell           | 1273:2251 |
| Zweiter | 2003 | English-Billiards-Weltmeisterschaft           | Mike Russell           | 4:6       |
| Zweiter | 2010 | IBSF World Billiards Championship (Zeit)      | Mike Russell           | 784:4120  |
| Sieger  | 2013 | English-Billiards-Weltmeisterschaft (Long-Up) | David Causier          | 1500:1085 |
| Zweiter | 2014 | English-Billiards-Weltmeisterschaft (Punkte)  | Pankaj Advani          | 2:6       |
| Sieger  | 2015 | IBSF World Billiards Championship (150-Up)    | Pankaj Advani          | 6:4       |
| Zweiter | 2015 | IBSF World Billiards Championship (Zeit)      | Pankaj Advani          | 1240:2408 |
| Zweiter | 2015 | English-Billiards-Weltmeisterschaft (Long-Up) | David Causier          | 1277:1501 |
| Sieger  | 2016 | IBSF World Billiards Championship (Long-Up)   | Sourav Kothari         | 1500:617  |
| Zweiter | 2016 | IBSF World Billiards Championship (150-Up)    | Pankaj Advani          | 3:6       |
| Zweiter | 2017 | English-Billiards-Weltmeisterschaft (Long-Up) | David Causier          | 779:1500  |
| Zweiter | 2018 | English-Billiards-Weltmeisterschaft           | Sourav Kothari         | 944:1134  |
| Sieger  | 2019 | Myanmar Billiards Open (Long-Up)              | Praprut Chaithanasakun | 1000:732  |
| Sieger  | 2019 | English-Billiards-Weltmeisterschaft           | Sourav Kothari         | 1307:967  |
| Zweiter | 2022 | English-Billiards-Weltmeisterschaft           | David Causier          | 1092:1776 |
| Sieger  | 2023 | English-Billiards-Weltmeisterschaft           | David Causier          | 1824:783  |